# Caleta Weber
Die Caleta Weber (spanisch; in Argentinien Caleta Marcos) ist eine Bucht an der Danco-Küste des Grahamlands im Norden der Antarktischen Halbinsel. Sie liegt nördlich der Bancroft Bay auf der Westseite der Reclus-Halbinsel.
Chilenische Wissenschaftler benannten sie nach Korvettenkapitän Pablo Weber Münnich, Schiffsführer der Leucotón bei der 10. Chilenischen Antarktisexpedition (1955–1956). Der weitere Hintergrund der argentinischen Benennung ist nicht überliefert.